# Conanthalictus mentzeliae
Conanthalictus mentzeliae är en biart som beskrevs av Timberlake 1961. Conanthalictus mentzeliae ingår i släktet Conanthalictus och familjen vägbin. Inga underarter finns listade i Catalogue of Life.